# Diana Lynn
Diana Lynn, pseudonimo di Dolores Marie Loehr (Los Angeles, 5 luglio 1926 – New York, 18 dicembre 1971), è stata un'attrice e pianista statunitense.

## Biografia
Nata a Los Angeles il 5 luglio 1926, Dolores Marie Loehr fu una bambina prodigio al pianoforte e, appena dodicenne, già suonava con la Los Angeles Junior Symphony Orchestra. Nel 1939 fece la sua prima apparizione cinematografica come pianista nella commedia musicale Armonie di gioventù (1939), mentre due anni più tardi ripeté l'esperienza accompagnando al piano la cantante Susanna Foster in Magia della musica (1941). La casa produttrice Paramount si accorse della giovane Dolly Loehr, le cambiò il nome in Diana Lynn e la avviò a una promettente carriera di attrice brillante. L'anno successivo ottenne un immediato successo personale con il ruolo di Lucy Hill nella commedia Frutto proibito (1942), diretta da Billy Wilder e interpretata da Ginger Rogers e Ray Milland, cui seguì la parte di Emmy Kockenlocker ne Il miracolo del villaggio (1944), per la regia di Preston Sturges.
Gli anni quaranta furono il periodo più intenso della carriera dell'attrice, che si rivelò sempre più a suo agio nelle pellicole di genere brillante. Interpretò per due volte il ruolo della scrittrice Emily Kimbrough nei film Our Hearts Were Young and Gay (1944) e Our Hearts Were Growing Up (1946), quindi recitò al fianco di Cary Grant in Ogni ragazza vuol marito (1948), e apparve nel dramma in costume Il dominatore di Wall Street (1948), diretto da Edgar G. Ulmer. L'anno successivo ottenne la parte della vivace Jane Stacy nella commedia La mia amica Irma (1949), film che segnò l'esordio della coppia Dean Martin-Jerry Lewis, riprendendo lo stesso personaggio nel sequel dell'anno successivo, Irma va a Hollywood (1950), con lo stesso cast del precedente. L'attrice apparve anche nell'avventuroso Viva Robin Hood (1950), nel ruolo di Lady Marianne de Beaudray, e nel drammatico Omertà (1951), al fianco di Spencer Tracy. È ricordata anche quale partner femminile di Ronald Reagan in Bonzo la scimmia sapiente (1951), commedia nella quale i due attori, nei panni di un professore di psicologia e di un'infermiera, conducono un esperimento educativo su uno scimpanzé, fungendo da “genitori adottivi” dell'animale per studiarne il comportamento.
In quegli anni la Lynn iniziò a partecipare a show televisivi, e le sue apparizioni sullo schermo si fecero più sporadiche. Interpretò ancora alcuni ruoli interessanti, quale sofisticata e seducente partner di Glenn Ford in I saccheggiatori del sole (1953), ne La belva (1954), accanto a Robert Mitchum, un dramma sulle vicende di un'isolata famiglia del Montana, e nel western Il vagabondo delle frontiere (1955), nel ruolo di Susie, la maestrina corteggiata da Big Eli (Burt Lancaster), dopodiché si dedicò a tempo pieno alla televisione, in particolare nelle serie antologiche Lux Video Theatre (1950-1956), Climax! (1955-1957) e The United States Steel Hour (1954-1961), quindi in Scacco matto (1961), La legge di Burke (1964) e Il virginiano (1965).

## Vita privata
Dopo il divorzio nel 1953 dal primo marito John C. Lindsay (che aveva sposato nel 1948), l'attrice si risposò nel 1956 con Mortimer Hall, dal quale ebbe quattro figli. Dopo cinque anni di inattività a seguito dell'ultima apparizione televisiva nel 1965, la Lynn apparve ancora in Professione: killer (1970), una produzione per il piccolo schermo, quindi fu contattata dalla Paramount per un nuovo film da realizzare a Los Angeles, ma non fece in tempo a iniziare le riprese. Colpita da un ictus nel dicembre 1971, morì pochi giorni dopo all'età di soli 45 anni.

## Filmografia

### Cinema
- Armonie di gioventù (They Shall Have Music), regia di Archie Mayo (1939) (non accreditata)
- Magia della musica (The Hard-Boiled Canary), regia di Andrew L. Stone (1941)
- Frutto proibito (The Major and the Minor), regia di Billy Wilder (1942)
- Henry Aldrich Gets Glamour, regia di Hugh Bennett (1943)
- Il miracolo del villaggio (The Miracle of Morgan's Creek), regia di Preston Sturges (1944)
- Un fidanzato per due (And the Angels Sings), regia di George Marshall (1944)
- Henry Aldrich Plays Cupid, regia di Hugh Bennett (1944)
- Our Hearts Were Young and Gay, regia di Lewis Allen (1944)
- Donne indiavolate (Out of This World), regia di Hal Walker (1945)
- Non c'è due... senza tre (The Bride Wore Boots), regia di Irving Pichel (1946)
- Our Hearts Were Growing Up, regia di William D. Russell (1946)
- Easy Come, Easy Go, regia di John Farrow (1947)
- Il dominatore di Wall Street (Ruthless), regia di Edgar G. Ulmer (1948)
- Texas, Brooklyn & Heaven, regia di William Castle (1948)
- Ogni ragazza vuol marito (Every Girl Should Be Married), regia di Don Hartman (1948)
- La mia amica Irma (My Friend Irma), regia di George Marshall (1949)
- La mia vita per tuo figlio (Paid in Full), regia di William Dieterle (1950)
- Viva Robin Hood (Rogues of Sherwood Forest), regia di Gordon Douglas (1950)
- Irma va a Hollywood (My Friend Irma Goes West), regia di Hal Walker (1950)
- Peggy la studentessa (Peggy), regia di Frederick de Cordova (1950)
- Bonzo la scimmia sapiente (Bedtime for Bonzo), regia di Frederick De Cordova (1951)
- Omertà (People Against O'Hara), regia di John Sturges (1951)
- Incontriamoci alla fiera (Meet Me at the Fair), regia di Douglas Sirk (1953)
- I saccheggiatori del sole (Plunder of the Sun), regia di John Farrow (1953)
- La belva (Track of the Cat), regia di William A. Wellman (1954)
- I cadetti della 3ª brigata (An Annapolis Story), regia di Don Siegel (1955)
- Il nipote picchiatello (You're Never Too Young), regia di Norman Taurog (1955)
- Il kentuckiano (The Kentuckian), regia di Burt Lancaster (1955)
- The Philadelphia Story, regia di Fielder Cook (1959) (per la TV)
- Low Man on a Totem Pole, regia di John Newland (1964) (per la TV)
- Professione Killer (Company of Killers), regia di Jerry Thorpe (1970) (film TV)

### Televisione
- The Silver Theatre – serie TV, 2 episodi (1950)
- The Bigelow Theatre – serie TV, 2 episodi (1950-1951)
- Crime Photographer – serie TV, 1 episodio (1952)
- Hollywood Opening Night – serie TV, 1 episodio (1953)
- General Electric Theater – serie TV, episodio 1x04 (1953)
- Robert Montgomery Presents – serie TV, 2 episodi (1953)
- Medallion Theatre – serie TV, 1 episodio (1954)
- The Ford Television Theatre – serie TV, 2 episodi (1952-1954)
- Stage 7 – serie TV, episodio 1x10 (1955)
- The Best of Broadway – serie TV, 1 episodio (1955)
- Letter to Loretta – serie TV, 1 episodio (1955)
- The Alcoa Hour – serie TV, episodio 1x03 (1955)
- Chevron Hall of Stars – serie TV, 1 episodio (1956)
- Front Row Center – serie TV, 1 episodio (1956)
- Matinee Theatre – serie TV, 2 episodi (1956)
- Lux Video Theatre – serie TV, 5 episodi (1951-1956)
- On Trial – serie TV, 1 episodio (1956)
- Schlitz Playhouse of Stars – serie TV, 5 episodi (1952-1956)
- Climax! – serie TV, 5 episodi (1955-1957)
- The DuPont Show of the Month – serie TV, episodio 1x04 (1957)
- Playhouse 90 – serie TV, 5 episodi (1956-1959)
- Lux Playhouse – serie TV, 1 episodio (1959)
- Avventure in paradiso (Adventures in Paradise) – serie TV, episodio 1x06 (1959)
- The Chevy Mystery Show – serie TV, episodio 1x04 (1960)
- The United States Steel Hour – serie TV, 5 episodi (1954-1961)
- Scacco matto (Checkmate) – serie TV, 2 episodi (1961)
- The Investigators – serie TV, episodio 1x07 (1961)
- Bus Stop – serie TV, episodio 1x19 (1962)
- The Nurses – serie TV, episodio 2x26 (1964)
- La legge di Burke (Burke's Law) – serie TV, 2 episodi (1964)
- Il virginiano (The Virginian) – serie TV, episodio 3x22 (1965)

## Doppiatrici italiane
- Rosetta Calavetta in Il miracolo del villaggio, Il nipote picchiatello, Il kentuckiano, Bonzo la scimmia sapiente
- Rina Morelli in La mia amica Irma, Irma va a Hollywood, I saccheggiatori del sole, Peggy la studentessa
- Micaela Giustiniani in Omertà
- Fiorella Betti in La belva
- Rossella Acerbo in Ogni ragazza vuol marito (ridoppiaggio)